# Acquaviva Picena
Acquaviva Picena är en ort och kommun i provinsen Ascoli Piceno i regionen Marche i Italien. Kommunen hade 3 747 invånare (2018).